# 奧本山宮殿鬥毆事件
奥本山宫殿斗殴事件（英語：The Malice at the Palace）發生于2004年11月19日星期五，NBA球队印第安纳步行者和卫冕冠军底特律活塞在密歇根州奥本山宫殿的比赛中。美联社称是“NBA史上最臭名昭著的斗殴事件”。
当晚比赛结束还有45.9秒，步行者97比82领先。活塞中锋本·华莱士准备上篮，但被步行者小前锋罗恩·阿堤斯侵犯。华莱士恼羞成怒，推了阿堤斯一把，之后双方球迷在场内爆发冲突。冲突期间，觀眾席的一名球迷向躺在紀錄台上平复心情的阿堤斯扔了一杯饮料，阿堤斯立即站起身追这位球迷，让球员和球迷之间的冲突从球场蔓延到观众席，维持了好几分钟。裁判随后中止比赛。
赛后，NBA决定对九名球员停赛，共计146场，损失薪金共计1100万美元。五名球员被控故意伤害罪，被判一年感化和社区服务。另有五名球迷面临故意伤害罪指控，终身不得观看活塞队主场比赛。事件也让NBA对球员和球迷增加安保力量，限制比赛期间的酒水销售。

## 背景
双方对上一次交手是在上个赛季的东部决赛中，活塞在当年的比赛中用六场解決，继1980年代末至1990年代初的“坏男孩”时代后，首度冲击NBA总冠军，让媒体和球迷给予这场比赛很高的关注。在这场比赛前，步行者取得两连胜，拿下6胜2负的战绩，卫冕冠军活塞则拿到4胜3负。比赛由ESPN负责全国转播 ，步行者和活塞所在地的广播附属机构Fox Sports中西部和WDIV（全国广播公司的底特律分局）分别在地方转播。
和之前的大部分比赛一样，本场比赛主要采取防守策略。步行者开场势头迅猛，离半场结束还有7分钟，便将优势扩大到20分。活塞奋力追赶，到半场结束前将分差缩小到16分。第三节，活塞打出一波9比2的攻势，但被步行者以一顆三分球终结，同时贾马尔·廷斯利在第三节结束前上篮。第四节伊始，理查德·汉密尔顿和林赛·亨特连续献上三分球，让活塞追近比分。但斯蒂芬·杰克逊随后接连投篮命中，在剩余时间3:52的时候将比赛拉回到93比79，直接将活塞队甩在身后。尽管比赛临近结束的时候比分差距大，但双方的大部分关键球员仍留在场内。
步行者队的罗恩·阿泰斯特拿下球队最多的24分，其中17分在第一节时拿下。杰梅因·奥尼尔拿下20分、13个篮板，取得两双。廷斯利得到13分、8次助攻和个人职业生涯最高的8次抢断。汉密尔顿拿下活塞队最高的20分。拉希德·华莱士和本·华莱士拿下两双。

## 斗殴

ESPN的转播画面显示罗恩·阿堤斯以为观众迈克尔·莱恩（右側黑色衣服者）朝自己扔杯子，闯进观众席打了他，但实际上挑起事端的人是阿堤斯左侧一位身穿蓝色球衣、头戴白色棒球帽的男子

距离比赛结束还有45.9秒，步行者隊97比82领先。活塞中锋本·华莱士准备上篮的时候，被步行者小前锋罗恩·阿堤斯打了后脑勺，阿堤斯被判犯规。华莱士后来说阿堤斯说过自己会撞人。华莱士之后正面双手推撞阿堤斯，双方球员马上过来，一直想把两人分开。
活塞教练拉里·布朗并不担心，毕竟NBA比赛中的斗殴事件很少有超过几秒钟。趁双方吵架，阿堤斯干脆躺在记分员的桌子上放松，戴着耳机与步行者的评论员马克·博伊尔（Mark Boyle）通话的耳机，不过耳机的麦克风没有连上。博伊尔表示，当时转播团队都不知道阿堤斯的性格，“那个时候我们绝不可能在罗恩·阿堤斯面前放一个开放式的麦克风”。步行者主席唐尼·沃尔什后来说阿堤斯当时是在遵照他人的建议，让各方冷静下来，避免场面恶化。眼看冲突没能化解，裁判准备将几位球员驱逐出场，继续进行比赛。ESPN的解说员迈克·布林认为华莱士会被驱逐，而比尔·沃顿认为斯蒂芬·杰克逊对活塞的球员大声叫嚷，使场面恶化，也应该被驱逐。然而，布林指华莱士被驱逐离场的时候必定经过步行者的替补席，担心到时候又会引起另一起事件。
华莱士推撞阿堤斯90秒后，双方大部分球员和教练挤在场地中央，尝试安抚华莱士。除了事件全程没有离开过替补席的泰夏安·普林斯，所有球员自动停赛一场。阿堤斯还躺在桌子上的时候，华莱士向他扔了一条毛巾，阿堤斯立马坐起身，但被教练挡住。观众约翰·格林（John Green）之后向阿堤斯扔了一个装着啤酒的塑料杯，杯子正中阿堤斯的胸口。阿堤斯从桌子上跳下来，冲进看台，抓住了迈克尔·莱恩（Michael Ryan），但莱恩并不是挑事的人。博伊尔站起身阻止阿堤斯，但被踩了一脚，椎骨五处骨折，头上有一道伤痕。杰克逊跟着阿堤斯进入看台，这时另一位名叫威廉·保尔森（William Paulson）的球迷，趁阿堤斯被其他观众控制住，朝他的脸扔了一杯饮料，杰克逊跟着揍了他。步行者球员埃迪·吉尔、戴维·哈里森、雷吉·米勒（受伤没上场）、弗雷德·琼斯和贾马尔·廷斯利、活塞球员拉希德·华莱士和多位工作人员（包括活塞电台分析员、前球员里克·马霍恩）马上进入看台找阿堤斯和杰克逊劝架。格林揍了阿堤斯后脑勺两拳，本·华莱士的弟弟大卫也揍了琼斯两拳。越来越多的球迷向球员扔饮料、零食等杂物，部分人冲进球场。
阿堤斯走下看台，与跑进球场的另两名球迷阿尔文·“A.J.”·沙克尔福德（Alvin "A.J." Shackleford）和查理·哈达德（Charlie Haddad）对峙。阿堤斯迎面朝沙克尔福德打了一拳，哈达德想阻止，被阿堤斯推开，哈达德和沙克尔福德一起倒在地上。哈达德倒地的时候，安东尼·约翰逊又打了他的后脑勺。哈达德站起身，杰梅因·奥尼尔跑过来打他的下巴，哈达德踩水后仰滑倒。在场的斯科特·波拉德、ESPN场边记者吉姆·格雷和步行者高管汤姆·威尔逊（Tom Wilson）很担心奥尼尔会害死哈达德。奥尼尔后来表示哈达德在当晚的早些时候被要求离开球场，保安人员对此印象深刻，因为哈达德当时说自己想和NBA的球员打一架，博取赔偿。威廉·卫斯理、奥斯汀·克罗希尔和米勒将阿堤斯从球迷那边拉开，布朗想安抚本·华莱士，但人多势众的球场保安开始维持秩序的时候，场面开始混乱。奥本山警方尽管有许多骚乱事件的处置方案，当时也有三名警察在场，但他们没有料想到球员会进入看台。
步行者教练里克·卡莱尔表示：“我那时觉得自己是为了活命打架。”曾阻止廷斯利冲进看台的记者表示对方当时“把我当成黄油，从我旁边路过”。NBA总裁大卫·斯特恩在电视上看了这场比赛，觉得很震惊，后来他说：“从电视上看起来很糟糕，但实际情况可能糟糕20倍。”步行者助理教练查克·珀森认为场面就像被“困在角斗士一样的场景中，球迷都是狮子，我们要逃命。就是这种感觉。完全没有出路，必须要杀出血路。”观众席里球员的家属受惊大哭。德里克·科尔曼站在布朗和布朗的球童儿子旁边保护他们。
比赛时间还有45.9秒，裁判宣布比赛结束，步行者97–82取胜。步行者的球员被工作人员和保安护送出球场，进入通过回到更衣室的时候，活塞的球迷向他们报以嘘声，继续扔饮料、爆米花和其他物品（其中一张折叠铁椅差点砸中奥尼尔）。拉里·布朗用球场的扩音器向球迷喊话，尝试阻止混乱行为，但没人听从，他愤怒地扔掉麦克风。活塞队的公共广播播音员约翰·梅森（John Mason）恳请在场观众离场，不要扔东西或打架，比赛已经结束。双方球员离开前都没有接受媒体采访。最终警方蜂拥抵达球场，扬言要拷走不愿离开的球迷。共有9名观众受伤，2人被送往医院。
在步行者的更衣室里，奥尼尔和卡莱尔几乎要和前来劝架的教练员们打架。大家冷静下来后，阿堤斯问杰克逊球员会不会惹上麻烦，杰克逊表示：“你在开玩笑吗？麻烦？罗恩，如果我们能保住这份工作，就算幸运了。”这份谈话让杰克逊和波拉德非常惊讶，他们都觉得阿堤斯问这个问题的时候思绪混乱。奥本山警方进入更衣室抓人，但球员将阿堤斯赶上球队大巴，拒绝把他交出来。警方护送步行者球员离开球场，之后看过比赛的录像，联系球队。场外，数十辆警车一字排开在停车场外面。

## 处罚
| 球员 | 球队   | 停赛场数                                        | 损失薪金   |
| --- | ------ | ----------------------------------------------- | ---------- |
| 罗恩·阿堤斯* | 步行者 | 余下赛季 （86场比赛，含73场常规赛、13场季后赛） | $4,995,000 |
| 斯蒂芬·杰克逊* | 步行者 | 30场                                            | $1,700,000 |
| 杰梅因·奥尼尔* | 步行者 | 15场 （原本25场，上诉后减少）                   | $4,111,000 |
| 本·华莱士 | 活塞   | 6场                                             | $400,000   |
| 安东尼·约翰逊* | 步行者 | 5场                                             | $122,222   |
| 雷吉·米勒 | 步行者 | 1场                                             | $61,111    |
| 昌西·比卢普斯 | 活塞   | 1场                                             | $60,611    |
| 德里克·科尔曼 | 活塞   | 1场                                             | $50,000    |
| 埃尔登·坎贝尔 | 活塞   | 1场                                             | $48,888    |
| 戴维·哈里森* | 步行者 | 无                                              | 无         |
| - 表达球员面临法律后果，处罚类似： - 一年感化 - 罚款250美金 - 社区服务 （阿堤斯、哈里森、杰克逊和奥尼尔60小时，约翰逊100小时） - 愤怒管理指导 |        |                                                 |            |

### 停赛
2004年11月20日，NBA对阿堤斯、杰克逊、奥尼尔和华莱士作出无限期停赛的处罚，表示他们的行为“令人震惊、反感，不可原谅”。第二天，NBA宣布九名球員停赛，共计146场，其中步行者137场，活塞9场。戴维·哈里森被看到和球迷打架，但NBA没有处罚，理由是“事件在球员正在离开球场的时候发生”。阿堤斯的停赛时间最长，2004-05 NBA赛季余下比赛全部报销，共计86场（73场常规赛、13场季后赛），是NBA对球场事件开出的最长的停赛期。遭停赛的球员损失了超过1100万美元的薪水，其中阿堤斯损失500万美元。
停赛宣布第二个星期，球员工会就阿堤斯、杰克逊和奥尼尔的停赛决定提出上诉，表示斯特恩“滥用权力”（杰克逊认为球员损失数百万已经算幸运了，因为斯特恩本可以将他们逐出联盟）。联盟仲裁院维持全部停赛决定，只有奥尼尔的停赛场数减少至15场。然而，NBA就仲裁员减少奥尼尔停赛场数的决定，向联邦法院提出上诉。12月24日，法官判下临时禁令批准奥尼尔继续比赛，直至就NBA的上诉举行全面的听证会。
奥尼尔多打了两场比赛，直至NBA的案件于12月30日接受纽约布鲁克林区美国联邦地区法院审理。NBA辩称，根据集体谈判协议，斯特恩拥有对所有球场事件发出停赛和听取上诉的绝对权力。虽然奥尼尔成功上诉，但阿斯特和杰克逊未就减少停赛期进行进一步申诉。

### 法律指控
奥本山警方取得报道斗殴现场的录像。县检察官大卫·戈尔西卡（David Gorcyca）认出邻居格林牵涉其中。11月30日，活塞队股东皇宫体育娱乐禁止格林和哈达德观看奥本山宫殿的任何活动（包括活塞队主场比赛及DTE能源音乐剧场），撤销了他们的季票并退款。格林此前被定多项刑事罪行，包括伪造、携带隐藏武器、重罪攻击和三项酒后驾驶，事发时法庭还对他判下一项酒后驾驶的感化令。
2004年12月8日，五名步行者球员和五名活塞球迷约翰·阿克曼、约翰·格林、布莱恩特·杰克逊、威廉·保尔森和大卫·华莱士被控等级不同的故意伤害罪和非法侵犯罪。步行者球员奥尼尔（进入看台时将引座员梅尔文·肯兹奥尔斯基仍在记分员的桌子上）和活塞球迷格林（戈尔西卡说他向阿泰斯特扔了一杯液体，“一手煽动”了这场斗殴）被控两项罪名，阿堤斯、阿丽森、杰克逊和安东尼·约翰逊各控一项罪名。大卫·华莱士同样被控一项罪名，布莱恩特·杰克逊被控投掷椅子的故意伤害罪。在斗殴期间进入球场的球迷沙克尔福德和哈达德被控非法侵入。参赛斗殴的球迷全部被禁止观看活塞的主场比赛。
2005年3月29日，布莱恩特·杰克逊要求不辩护不认罪的答辩，最终于5月3日被判感化两年，罚款6000美元。大卫·华莱士从背后拳打步行者后卫弗雷德·琼斯，被判一年感化和社会服务。5名被检控的球员对指控无异议。2005年9月23日，阿堤斯、杰克逊和奥尼尔被判一年感化、60小时社会服务、250美元罚款和愤怒管理辅导。一个星期后，哈里森被判同样的刑期。10月7日，最后一位被检控的球员约翰逊被判类似刑期及100小时社会服务。
2006年3月27日，陪审团裁定格林犯故意伤害和非法侵犯罪，而扔杯子的故意伤害罪获赦免。2006年5月1日，格林被判入狱30天、两年感化。11月7日，活塞致函通知格林依照NBA的命令，终身不得出席任何活塞的主场比赛，禁令没有扩展到奥本山宫殿的其他活动。

## 后续

### 外界反应
部分NBA球员和教练认为这次的斗殴事件前所未有。与摇滚小子一同观赛的冰球运动员克里斯·切利奥斯表示这场斗殴“难以置信”。步行者的球迷将自家球队称为“流氓”。活塞首席执行官汤姆·威尔逊（Tom Wilson）后来表示阿特斯的行为破坏了一般用来将球迷和球员隔离开的桌子和板凳，《印第安纳波利斯星报》记者马克·蒙蒂斯（Mark Montieth）表示：“某种弄程度上，（阿堤斯）躺下来就被动挑起了（即将到来的斗殴）”，尽管阿堤斯经常躺下来平复心情。ESPN演播室分析员在《NBA大灌篮》中指责活塞的球员，没有提到球员。约翰·桑德斯说活塞球迷是“一群混混”，蒂姆·莱格勒认为“球迷过界”。斯蒂芬·A·史密斯认为“他们应该为自己感到羞愧，在我看来，他们（球迷）有些人应该被逮捕”。ESPN副总裁马克·夏皮罗听到他们的言论，亲自打电话给主持人桑德斯、分析员莱格勒、史密斯和格雷格·安东尼，指他们的言论有偏见。之后的星期二，夏皮罗表示“希望演播室周五晚上没有把责任完全归咎于球迷”。
媒体的批评大幅度偏向活塞球迷，ESPN SportsNation的网络调查显示46%的投票者认为球迷是事件的始作俑者。其他评论人表示阿堤斯和其他球员也应受到谴责。

### NBA改革
部分NBA球队立即增强球员和球场的安保力量，NBA提醒球队注意现有的安全程序。2005年2月17日，NBA向所有球迷发出新修订的安全指南，要求每位球迷最多只能购买24盎司（710毫升）的酒水，数量不超过两杯，同时禁止在第三节比赛结束后出售酒水。NBA随后还下令每支球队至少要在球员和球迷之间设置三名保安。

### 斗殴过后
斗殴过后，步行者和活塞于12月25日在印第安纳波利斯班克斯人壽球館再度交锋，活塞最终以98比93顺利获胜。阿堤斯和杰克逊被停赛，没有上场；奥尼尔由于仲裁员将停赛场数减少到15场而首次出战。
2005年3月25日，步行者在斗殴事件发生以来，首次在奥本山宫殿比赛。比赛因步行者更衣室的连环炸弹威胁推迟90分钟，但炸弹没有出现，比赛照常举行。斗殴事件中的两位关键人物缺席比赛，一位是仍在停赛的阿堤斯，一位是肩膀受伤的奥尼尔。步行者凭借94比81结束活塞的12连胜纪录。

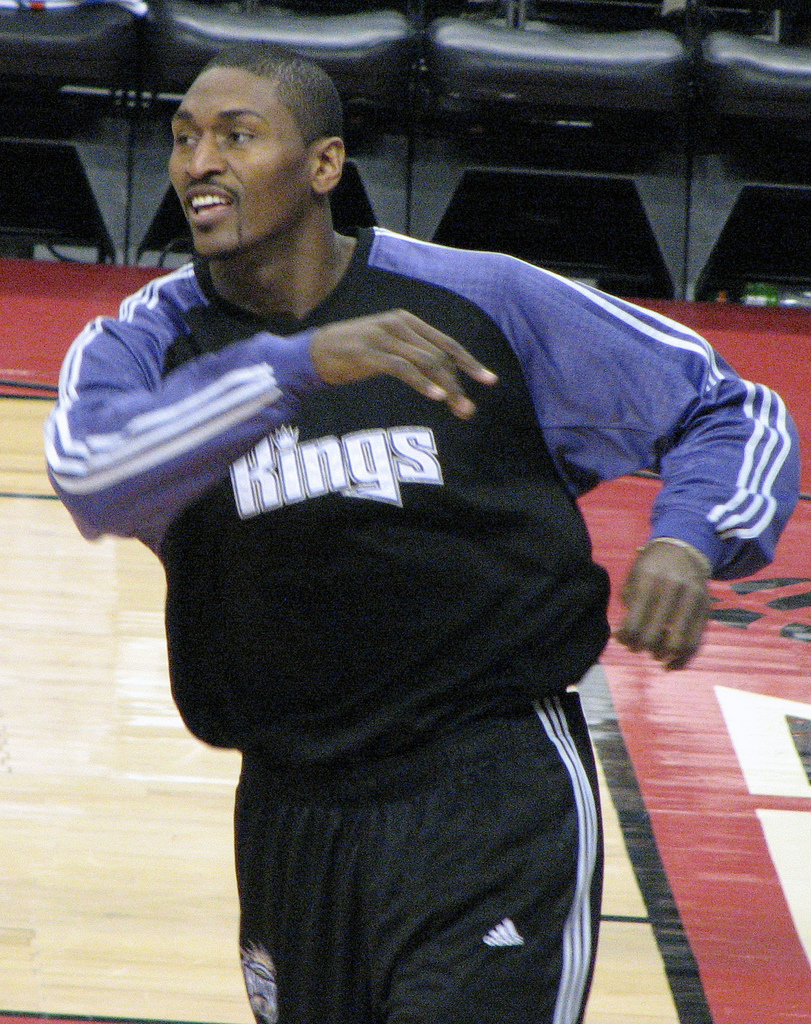
事发一年后，罗恩·阿堤斯转会到沙加緬度國王

来到季后赛，活塞成为东部二号种子，步行者六号种子。活塞五轮比赛下来击败费城76人后，步行者七轮比赛下来挫败三号种子波士顿凯尔特人，双方在第二轮交锋。步行者2比1领先後被活塞以三连胜拿下胜利。淘汰了步行者的活塞于东部决赛的七轮比赛中击败迈阿密热火，进军总决赛，但七场比赛下来惜败圣安东尼奥马刺。
度过2004赛季余下的停赛期，罗恩·阿堤斯于2005赛季伊始归队。经过16场比赛，阿堤斯主动提出转會，球队将他列入伤病替补名单。步行者的沃尔什认为阿堤斯的要求是“最后一根稻草”，斗殴事件中帮助过队友的球员纷纷觉得别人背叛。杰克逊后来说：“我整个职业生涯都押宝在他的身上，他进去看台打架......我损失了300万美元，但没有一句‘感谢’。”
经过一个月的休整，步行者将阿堤斯转会到沙加緬度國王，交换佩贾·斯托亚科维奇。2006年11月，阿堤斯斗殴事件后首次迎战本·华莱士。之后于2007年1月，阿堤斯回到活塞的球场，但以91比74输给活塞，虽然现场观众在比赛期间不断向他报以嘘声，但突发事件没有出现。2008-09 NBA赛季租借给休斯敦火箭一个月后，阿堤斯签约洛杉矶湖人。在2010年NBA总决赛赢得个人首个NBA总冠军后，阿堤斯向杰克逊及其他步行者球员道歉，说自己“年轻气盛”：“有时我看到那些家伙，觉得自己像个懦夫。我身在湖人队，但我有机会和你们这些人赢得球赛。我觉得自己像个懦夫。”2011年9月16日，阿堤斯将名字改成慈善·世界·和平。
到2011年NBA停摆，被停赛的九名球员仅有本·华莱士留在原本的球队，他于2006年以自由球员身份加入芝加哥公牛，之后转会到克里夫兰骑士，2009年8月7日重新加入活塞。其他涉事球员都转会到其他球队，而自那时起，所有涉事球员都已经退役，余下阿堤斯2017年仍在比赛。
事件过后，活塞接连拿下四场东部决赛的胜利，成为洛杉矶湖人90年代取下西部决赛以来首支创下该纪录球队，尽管湖人只在当时的连胜中取得过一次冠军。然而，步行者在2005年季后赛输给活塞后，在2011至12赛季前都未能以超过0.500的成绩完赛，且2007年到2010年连续四个赛季无缘季后赛。2004–05赛季的许多步行者球员认为这场斗殴及之后的事情毁掉球队夺冠的希望。步行者球员也认为裁判没有向球员提供足够的协助，让当时在场上的球员被观众伤害。
2009年11月19日，挑起事件的球迷约翰·格林亮相《ESPN第一线》节目，提到当年的事件及事后他面临的变化。格林说他那时有饮酒问题，正努力解决。他表示阿堤斯几个月前和他道歉，自己也希望与阿堤斯一道在底特律完成社会服务令。

## 数据
| 2004年11月19日 8:00 p.m. |

| 战报 |

| 印第安纳步行者 97–82 底特律活塞                   |  |                                                                                     |
| 每節分數： 34–27、25–16、21–23、17–16             |  |                                                                                     |
| 得分： 阿堤斯 24 篮板： 奥尼尔 13 助攻： 廷斯利 8 |  | 得分： 汉密尔顿 20 篮板： 拉希德·华莱士、本·华莱士 各10 助攻： 比卢普斯、普林斯 各5 |

| 球员                 | Pos | Min      | FGM      | FGA      | FG%      | 3PM      | 3PA      | 3P%      | FTM      | FTA      | FT%      | OREB     | DREB     | REB      | AST      | STL      | BLK      | TO       | PF       | PTS      | +/−      |
| -------------------- | --- | -------- | -------- | -------- | -------- | -------- | -------- | -------- | -------- | -------- | -------- | -------- | -------- | -------- | -------- | -------- | -------- | -------- | -------- | -------- | -------- |
| 慈善·辛迪福特-阿堤斯 | F   | 42:48    | 7        | 19       | .368     | 2        | 5        | .400     | 8        | 9        | .889     | 1        | 4        | 5        | 2        | 2        | 0        | 3        | 3        | 24       | 9        |
| 贾马尔·廷斯利        | G   | 39:25    | 5        | 10       | .500     | 3        | 5        | .600     | 0        | 0        |          | 1        | 2        | 3        | 8        | 8        | 0        | 4        | 2        | 13       | 5        |
| 斯蒂芬·杰克逊        | G   | 38:20    | 5        | 12       | .417     | 1        | 3        | .333     | 2        | 2        | 1.000    | 0        | 3        | 3        | 3        | 0        | 0        | 0        | 4        | 13       | 11       |
| 奥斯汀·克罗希尔      | F   | 37:29    | 4        | 7        | .571     | 2        | 3        | .667     | 5        | 5        | 1.000    | 1        | 5        | 6        | 0        | 3        | 0        | 0        | 1        | 15       | 7        |
| 杰梅因·奥尼尔        | C   | 36:27    | 5        | 14       | .357     | 0        | 0        |          | 10       | 14       | .714     | 3        | 10       | 13       | 3        | 0        | 0        | 0        | 4        | 20       | 7        |
| 弗雷德·琼斯          |     | 16:19    | 1        | 4        | .250     | 1        | 2        | .500     | 0        | 0        |          | 0        | 2        | 2        | 1        | 1        | 0        | 1        | 2        | 3        | 10       |
| 戴维·哈里森          |     | 14:54    | 1        | 1        | 1.000    | 0        | 0        |          | 2        | 2        | 1.000    | 3        | 0        | 3        | 1        | 0        | 1        | 1        | 4        | 4        | 4        |
| 埃迪·吉尔            |     | 9:39     | 1        | 2        | .500     | 0        | 1        | .000     | 3        | 3        | 1.000    | 0        | 2        | 2        | 1        | 1        | 0        | 1        | 0        | 5        | 12       |
| 詹姆斯·琼斯          |     | 4:39     | 0        | 1        | .000     | 0        | 1        | .000     | 0        | 0        |          | 0        | 0        | 0        | 0        | 0        | 0        | 0        | 0        | 0        | 10       |
| 斯科特·波拉德        |     | 未穿球衣 | 未穿球衣 | 未穿球衣 | 未穿球衣 | 未穿球衣 | 未穿球衣 | 未穿球衣 | 未穿球衣 | 未穿球衣 | 未穿球衣 | 未穿球衣 | 未穿球衣 | 未穿球衣 | 未穿球衣 | 未穿球衣 | 未穿球衣 | 未穿球衣 | 未穿球衣 | 未穿球衣 | 未穿球衣 |
| 约翰·爱德华兹        |     | 未上场   | 未上场   | 未上场   | 未上场   | 未上场   | 未上场   | 未上场   | 未上场   | 未上场   | 未上场   | 未上场   | 未上场   | 未上场   | 未上场   | 未上场   | 未上场   | 未上场   | 未上场   | 未上场   | 未上场   |
| 乔纳森·本德          |     | 未穿球衣 | 未穿球衣 | 未穿球衣 | 未穿球衣 | 未穿球衣 | 未穿球衣 | 未穿球衣 | 未穿球衣 | 未穿球衣 | 未穿球衣 | 未穿球衣 | 未穿球衣 | 未穿球衣 | 未穿球衣 | 未穿球衣 | 未穿球衣 | 未穿球衣 | 未穿球衣 | 未穿球衣 | 未穿球衣 |
| 球队总计             |     | 240      | 29       | 70       | .414     | 9        | 20       | .450     | 30       | 35       | .857     | 9        | 28       | 37       | 19       | 15       | 1        | 10       | 21       | 97       |          |

| 球员              | Pos | Min    | FGM    | FGA    | FG%    | 3PM    | 3PA    | 3P%    | FTM    | FTA    | FT%    | OREB   | DREB   | REB    | AST    | STL    | BLK    | TO     | PF     | PTS    | +/−    |
| ----------------- | --- | ------ | ------ | ------ | ------ | ------ | ------ | ------ | ------ | ------ | ------ | ------ | ------ | ------ | ------ | ------ | ------ | ------ | ------ | ------ | ------ |
| 理查德·汉密尔顿   | G   | 42:13  | 6      | 15     | .400   | 1      | 1      | 1.000  | 7      | 7      | 1.000  | 0      | 5      | 5      | 2      | 1      | 0      | 3      | 2      | 20     | −19    |
| 昌西·比卢普斯     | G   | 41:21  | 3      | 10     | .300   | 0      | 5      | .000   | 7      | 7      | 1.000  | 0      | 7      | 7      | 5      | 1      | 0      | 1      | 2      | 13     | −7     |
| 本·华莱士         | C   | 38:43  | 5      | 11     | .455   | 0      | 0      |        | 3      | 4      | .750   | 5      | 5      | 10     | 0      | 1      | 3      | 3      | 1      | 13     | −8     |
| 拉希德·华莱士     | F   | 30:36  | 8      | 17     | .471   | 2      | 5      | .400   | 1      | 2      | .500   | 4      | 6      | 10     | 1      | 0      | 2      | 2      | 3      | 19     | −10    |
| 泰夏安·普林斯     | F   | 30:36  | 2      | 8      | .250   | 0      | 3      | .000   | 0      | 0      |        | 2      | 3      | 5      | 5      | 0      | 1      | 3      | 4      | 4      | −8     |
| 安东尼奥·麦克戴斯 |     | 18:51  | 0      | 5      | .000   | 0      | 0      |        | 0      | 0      |        | 1      | 1      | 2      | 2      | 1      | 0      | 0      | 3      | 0      | −8     |
| 林赛·亨特         |     | 11:42  | 2      | 2      | 1.000  | 1      | 1      | 1.000  | 0      | 0      |        | 0      | 0      | 0      | 0      | 0      | 0      | 1      | 3      | 5      | 0      |
| 达尔文·哈姆       |     | 10:11  | 0      | 0      |        | 0      | 0      |        | 0      | 0      |        | 0      | 1      | 1      | 1      | 0      | 0      | 1      | 2      | 0      | 6      |
| 斯马什·帕克       |     | 8:33   | 1      | 2      | .500   | 0      | 1      | .000   | 0      | 0      |        | 0      | 1      | 1      | 1      | 0      | 0      | 1      | 1      | 2      | −19    |
| 埃尔登·坎贝尔     |     | 7:14   | 2      | 4      | .500   | 0      | 0      |        | 2      | 2      | 1.000  | 0      | 1      | 1      | 0      | 0      | 1      | 0      | 0      | 6      | −2     |
| 达科·米里西奇     |     | 未上场 | 未上场 | 未上场 | 未上场 | 未上场 | 未上场 | 未上场 | 未上场 | 未上场 | 未上场 | 未上场 | 未上场 | 未上场 | 未上场 | 未上场 | 未上场 | 未上场 | 未上场 | 未上场 | 未上场 |
| 德里克·科尔曼     |     | 未上场 | 未上场 | 未上场 | 未上场 | 未上场 | 未上场 | 未上场 | 未上场 | 未上场 | 未上场 | 未上场 | 未上场 | 未上场 | 未上场 | 未上场 | 未上场 | 未上场 | 未上场 | 未上场 | 未上场 |
| 球队总计          |     | 240    | 29     | 74     | .392   | 4      | 16     | .250   | 20     | 22     | .909   | 12     | 30     | 42     | 17     | 4      | 7      | 15     | 22     | 82     |        |

来源：